# پیش رفتن
پیش رفتن (کره ای: 탑، رومی سازی اصلاح شده: تب؛ روشن. برج) یک فیلم درام کره جنوبی است که در سال ۲۰۲۲ به نویسندگی، تهیه‌کنندگی، کارگردانی، تدوین و موسیقی متن توسط هونگ سانگ سو ساخته شده‌است.

## طرح
پیش رفتن داستان فیلمساز بیونگ سو و دخترش جئونگ سو را دنبال می‌کند که از ساختمانی که متعلق به خانم کیم است بازدید می‌کنند، یک وعده غذایی مشترک دور هم می‌خورند و با دیگرانی که در ساختمان زندگی می‌کنند ملاقات دارند. یک رویداد به ظاهر چندین بار در بازه‌های زمانی مختلف تکرار می‌شود. بیونگ سو بعداً با زنی در ساختمان رابطه برقرار می‌کند و به یکی از آپارتمان‌ها نقل مکان می‌کند.

## بازیگران
- کوون‌های هیو در نقش بیونگ سو[۴]
- لی هی یونگ در نقش خانم کیم[۴]
- پارک می سو در نقش جئونگ سو[۴]
- سونگ سون می در نقش سانهی[۴]
- چو یون هی در نقش جی یونگ[۵]
- شین سوک هو به عنوان پیشخدمت[۳]

## تولید
پیش رفتن به صورت سیاه و سفید در سئول در سال ۲۰۲۱ فیلمبرداری شد نویسندگی، کارگردانی، تدوین و تهیه کنندگی آن توسط هانگ، با موسیقی و فیلمبرداری توسط هونگ نوشته شد. شرکت سازنده فیلم جئون وون سا بود. کیم مین هی به عنوان مدیر تولید خدمت می‌کرد.

## انتشار
فیلم اولین بار در جشنواره بین‌المللی فیلم تورنتو ۲۰۲۲ منتشر گردید، جایی که خارج از رقابت به نمایش درآمد. همچنین در رقابت در هفتادمین جشنواره بین‌المللی فیلم سن سباستین در ۲۲ سپتامبر ۲۰۲۲ به نمایش درآمد و در جشنواره فیلم نیویورک ۲۰۲۲ در ایالات متحده به نیز پخش گردید. پیش رفتن در سینماهای کره جنوبی در ۳ نوامبر ۲۰۲۲ و در ایالات متحده در ۲۴ مارس ۲۰۲۳ نمایش داده شد.

## بازخورد
فیلم پیش رفتن نقدهای مثبتی از منتقدان دریافت کرده‌است، چنان‌که دارای امتیاز ۹۶٪ مثبت در وبسایت راتن تومیتوز می‌باشد، امتیاز فوق بر اساس ۲۳ منتقد به این فیلم داده شده و همچنین امتیاز ۸۶ را در متاکریتیک، بر اساس نه نقد، به دست آورد که نشان‌دهنده «تحسین جهانی» است. منتقدان فیلم را به دلیل منعکس‌کننده و پیچیده بودن، تحسین کردند و به نقاط قوت آن در بازیگری، موسیقی و لحن اشاره کردند.